# Tortenheber

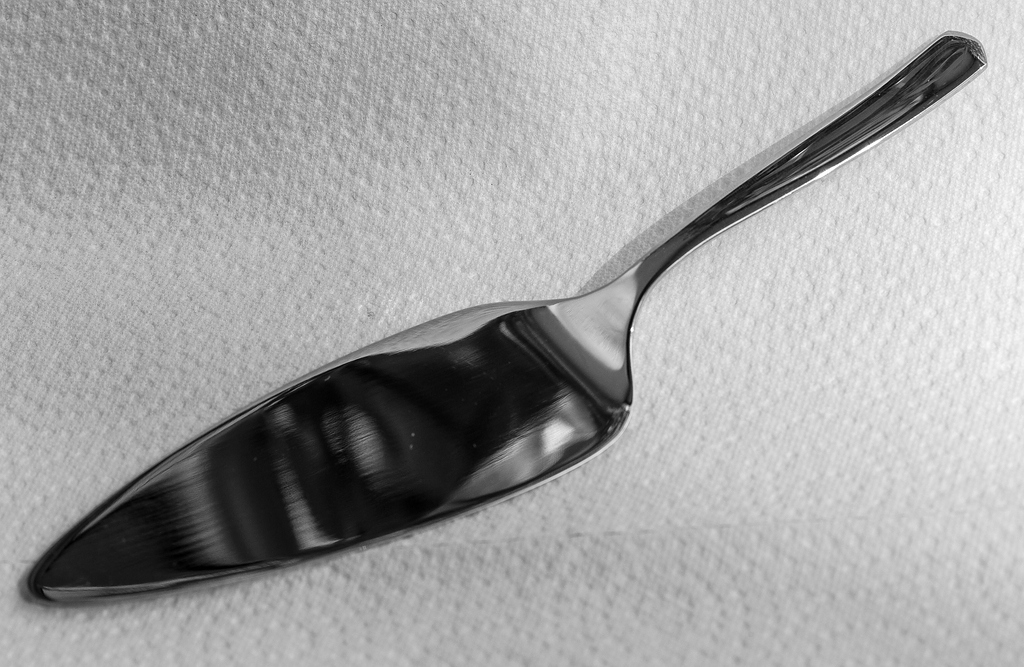
Tortenheber

Mit dem Tortenheber – einer kleinen Kelle – wird ein Stück Torte oder auch Kuchen von der Tortenscheibe beziehungsweise vom Kuchenteller serviert, indem es hochgehoben wird. Es gibt Varianten des Tortenhebers mit einem Schieber, um die Tortenstücke aufrecht stehend auf den Kuchenteller zu schieben. Andere Varianten haben einen gezahnten Rand, um festere Tortenböden durchtrennen zu können; damit sind solche Geräte eine Kombination aus Tortenheber und Tortenmesser. Der Tortenheber ist ein Servicebesteck. Sein Gegenstück in der Küche ist die Palette.